# Kaspijskoje
Kaspijskoje (russisch Каспийское, deutsch bei Eichenfeld (Wilpischen)) ist ein Ort in der russischen Oblast Kaliningrad. Er gehört zur kommunalen Selbstverwaltungseinheit Stadtkreis Gussew im Rajon Gussew. Der Ort befindet sich hauptsächlich im Bereich der beiden ehemaligen Förstereien Notz und Tzullkinnen/Tannsee. Der Ortskern des ehemaligen Wilpischen/Eichenfeld gehört laut Karte zu Jelewoje.

## Geographische Lage
Kaspijskoje liegt elf Kilometer nordwestlich der Stadt Gussew (Gumbinnen) im Norden des Wilpischer Sees (1928 bis 1945 Eichenfelder See, heute russisch: Osero Dubowskoje). Der Ort ist erreichbar über die Kommunalstraße 27K-154 von Michailowo (Eszerningken/Neupassau) in den Maisko-Krasnopoljanski Sakasnik (vor 1945 hier Forst Tzullkinnen bzw. Staatsforst Tannsee). Eine Bahnanbindung existiert nicht.

## Geschichte
Der einst Wilpischen genannte Ort fand 1687 seine erste Erwähnung. Noch vor 1945 handelte es sich um ein weit verstreut liegendes Dorf. Am 18. März 1874 wurde es in den neu errichteten Amtsbezirk Tzullkinnen eingegliedert. Er wurde am 3. April 1935 in „Amtsbezirk Eichenfeld“ umbenannt und war bis 1945 Teil des Kreises Gumbinnen im Regierungsbezirk Gumbinnen der preußischen Provinz Ostpreußen.
In Wilpischen lebten im Jahre 1910 259 Einwohner, davon gehörten 203 zur Landgemeinde und 56 zum Gutsbezirk Wilpischen. Beide wurden am 30. September 1928 zur neuen Landgemeinde Wilpischen vereinigt, wobei diese den neuen Namen „Eichenfeld“ bekam. In Eichenfeld waren 1933 246 und 1939 252 Einwohner registriert. In Kriegsfolge kam das Dorf 1945 mit dem gesamten nördlichen Ostpreußen zur Sowjetunion.
Im Jahr 1950 erhielt die Ortslage „bei Eichenfeld“ die russische Bezeichnung Kaspijskoje. Gemeint waren damit offenbar einige Einzelhöfe im Norden der Gemeinde Eichenfeld sowie die dort befindlichen Förstereien. Gleichzeitig wurde dieser Ort dem Dorfsowjet Maiski selski Sowet im Rajon Gussew zugeordnet. Später gelangte Kaspijskoje in den Pokrowski selski Sowet. Von 2008 bis 2013 gehörte der Ort zur Landgemeinde Michailowskoje selskoje posselenije und seither zum Stadtkreis Gussew.

### Amtsbezirk Eichenfeld (1935–1945)
Der bis 1945 bestehende und 1935 aus dem Amtsbezirk Tzullkinnen entstandene Amtsbezirk Eichenfeld umfasste vier Orte:
| Name (nach 1938) | Name bis 1938 | Russischer Name |
| ---------------- | ------------- | --------------- |
| Eichenfeld       | Wilpischen    | Kaspijskoje     |
| Eichwald, Forst  |               |                 |
| Rohrfeld         |               | Redki Bor       |
| Tannsee          | Kasenowsken   | Jelowoje        |

## Kirche
Die Bevölkerung Wilpischens resp. Eichenfelds war vor 1945 überwiegend evangelischer Konfession. Das Dorf war in das Kirchspiel der Kirche Gerwischkehmen (der Ort hieß zwischen 1938 und 1946: Gerwen, heute russisch: Priosjornoje) eingepfarrt und gehörte somit zum Kirchenkreis Gumbinnen in der Kirchenprovinz Ostpreußen der Kirche der Altpreußischen Union. Heute liegt Kaspijskoje im Einzugsbereich der neu entstandenen evangelisch-lutherischen Gemeinde der Salzburger Kirche in Gussew (Gumbinnen) in der Propstei Kaliningrad (Königsberg) der Evangelisch-lutherischen Kirche Europäisches Russland.

## Schule
Wilpischen resp. Eichenfeld war vor 1945 kein Schulort. Die Kinder besuchten die Volksschule im benachbarten Kasenowsken (1935 bis 1945: Tannsee, heute russisch: Jelowoje).